# Spiral Dynamics

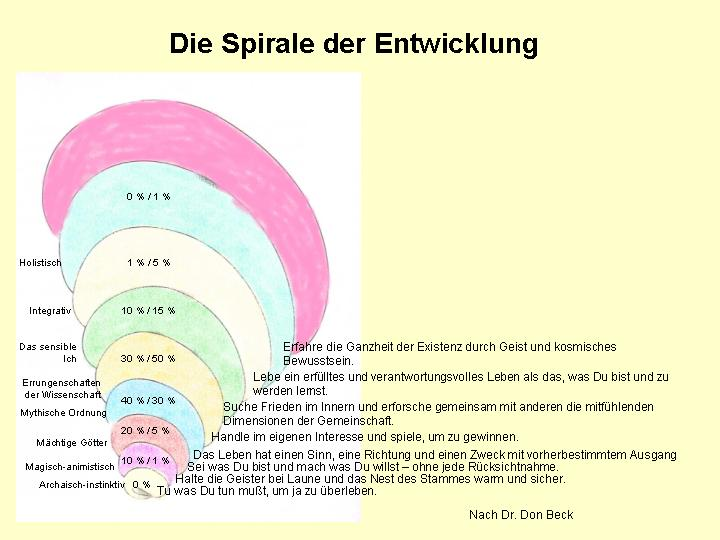
Illustration der „Spirale der Entwicklung“. Die vordere Zahl gibt an, wie viel Prozent der Weltbevölkerung sich (Stand Anfang des 21. Jahrhunderts) auf der jeweiligen Stufe befunden haben sollen, die hintere, wie hoch der Anteil des gesellschaftlichen Einflusses der Stufe sein soll.

Spiral Dynamics ist ein eingetragenes Warenzeichen im National Values Center, Inc. Unter diesem Namen wird von der Spiral Dynamics Group, Inc eine Konzept über die Entwicklung von menschlichen Weltanschauungsebenen beschrieben und vermarktet. Das Konzept dieser Theorie wurde von Don Beck und Chris Cowan auf der Grundlage der Theorien von Clare W. Graves entwickelt und 1996 im gleichnamigen Buch (deutsche Ausgabe 2007) vorgestellt. Es war ursprünglich für ein Manager-Publikum konzipiert, fand aber wegen der griffigen Beschreibung von Kultur und Psyche des Menschen auch andere Anhänger. Die erfolgreichsten Vermarktungsmöglichkeiten fanden sich in der Politik.

## Kontext
Spiral Dynamics beschreibt unter Bezug auf empirische Beobachtungen der Entwicklungspsychologie, dass Menschen im Lauf ihres individuellen Lebens wie auch im Lauf der Menschheitsgeschichte verschiedene Bewusstseinstufen durchlaufen (können), also unterschiedliche Formen des Fühlens und Denkens (Weltanschauungen).
Menschen seien unter drängendsten Umständen fähig, ihre Umwelt durch neue konzeptionelle Modelle so zu gestalten, dass (alle) neu entstandenen Probleme bewältigt werden können. Umgekehrt beeinflusst die sich wandelnde natürliche und gesellschaftliche Umwelt diese „Modelle“, die als allgemeines Lebensgefühl oder grundlegende Weltanschauung in den Köpfen der Menschen existieren (Beispiele siehe unten). Nach der Idee der Spiral Dynamics schließt jedes dieser neuen Modelle alle vorherigen Modelle ein.
Nach Beck und Cowan sind diese konzeptionellen Modelle in sogenannten Wert-Memen organisiert (engl.: „value meme“, Abk. vMeme). Als Mem wird das kulturelle Pendant zum biologischen Gen bezeichnet – es bezeichnet einen bestimmten Bewusstseinsinhalt (z. B. einen Gedanken oder hier ein vollständiges Weltbild), der durch Kommunikation weitergegeben wird und sich damit vervielfältigt.

## Theoriedarstellung
Die Theorie der Spiral Dynamics enthält viele Parallelen zur allgemeinen Verständnistheorie von Maslow. Nach dem Verständnis von Maslow versuchen Menschen immer zuerst die Bedürfnisse niederer Stufen zu befriedigen, danach die Bedürfnisse höherer Stufen. In der Theorie von Spiral Dynamics, die von ihrem Begründer Clare Graves in erklärter Abgrenzung zur Theorie seines Institutskollegen Maslow entwickelt wurde, wird die Stufe der Bedürfnisbefriedigung in Farben aufgeteilt und Mem-Ebenen genannt:
- Beige: archaisch, instinktiv, überlebensbestimmt, selbsttätig, reflexologisch
  - Seit dem mittleren Paläolithikum (100.000 v. Chr.)
  - Ebene des grundlegenden Überlebens; Nahrung, Wasser, Wärme, Sex und Sicherheit haben Vorrang. Gewohnheiten und Instinkte werden zum bloßen Überleben verwendet. Es ist noch kaum so etwas wie ein unterscheidbares Ich erwacht, und es gibt kaum Bemühungen, ein solches zu bewahren.
- Purpur: animistisch, tribalistisch, magisch-animistisch
  - seit dem mittleren Paläolithikum (50.000 v. Chr.)
  - Opfer an die Ahnen und strenge Befolgung des Brauchtums ordnen das einzelne Individuum der Gruppe unter. Magische Geister, gute und böse, suchen die Erde heim und hinterlassen Segnungen, Verfluchungen und Verzauberungen, die das Geschehen bestimmen. Es werden ethnische Stämme gebildet. Die Geister existieren in den Ahnen und halten den Stamm zusammen. Blutsverwandtschaft und Familie begründen politische Bindungen.
- Rot: egozentrisch-ausbeuterische Gewaltgötter
  - seit 7000 v. Chr.
  - Erstes Auftreten eines sich vom Stamm unterscheidenden Ich; machtvoll, impulsiv, egozentrisch, heroisch. Magisch-mythische Geister, Drachen, wilde Bestien und machtvolle Menschen. Archetypische Götter und Göttinnen, Machtwesen, Mächte, mit denen man umgehen muss, und zwar gute wie böse.
- Blau: absolutistisch, gehorsam, mythisch, ordentlich, entschlossen, autoritär
  - seit 3000 v. Chr.
  - Das Leben hat Sinn, Richtung und Zweck, wobei das Ergebnis von einem allmächtigen Anderen oder einer allmächtigen Ordnung bestimmt wird. Diese gerechte Ordnung erzwingt einen Verhaltenskodex, der auf absoluten und unveränderlichen Prinzipien von „recht“ und „unrecht“ basiert. Eine Verletzung dieses Kodex oder dieser Regeln zieht gravierende und vielleicht „ewige“ Rückwirkungen nach sich. Die Befolgung des Kodex bringt dem Gläubigen Belohnung.
- Orange: vielfältig, effizient, wissenschaftlich, strategisch
  - seit 1700 (bereits vor 600 n. Chr. nach Graves und Calhoun)
  - Hypothetisch-deduktiv, experimentell, objektiv, mechanistisch, operational – also „wissenschaftlich“ im typischen Sinne. Die Welt ist eine rationale, gut geölte Maschine mit Naturgesetzen, die man erkennen, meistern und für die eigenen Zwecke nutzen kann. Stark leistungsorientiert, und zwar vor allem auf materiellen Gewinn hin. Die Gesetze der Naturwissenschaft beherrschen Politik, Wirtschaft und menschliche Gesellschaft.
- Grün: relativistisch, personalistisch, kommunitaristisch, egalitär
  - seit 1850 (aufkeimend im frühen 20. Jahrhundert)
  - Gemeinschaftsgefühl, menschlicher Zusammenhalt, ökologische Sensibilität, Netzwerke. Der menschliche Geist muss von Habgier, Dogma und Entzweiung befreit werden; Gefühle und Fürsorge gehen über kalte Rationalität; Wertschätzung der Erde, von Gaia, des Lebens. Gegen jede Hierarchie; Herstellung von Querverbindungen und Vernetzung.
- Gelb: systemisch-integrativ
  - seit etwa 1950
  - Das Selbst ist was es zu sein wünscht, mit Rücksicht auf andere Menschen und das Leben allgemein. Nicht nur das eigene Leben soll gefördert werden. Durch gutes Regieren wird das Aufsteigen von Entitäten zunehmender Komplexität auf allen Ebenen gefördert. Nach Schätzungen gehören am Beginn des 21. Jahrhunderts ca. 1 Prozent der Weltbevölkerung und ca. 5 Prozent der Machtstrukturen dieser Ebene an.
- Türkis: holistisch
  - seit etwa 1970
  - Ein opferbereites eigennütziges System aus multiplen Ebenen, verwoben zu einem bewussten System.
- Koralle:
  - Wird sich aus den Erfordernissen türkiser Lebensbedingungen entwickeln.

### Grundidee
Das Konzept von Spiral Dynamics basiert auf den Arbeiten des US-amerikanischen Psychologen Clare W. Graves, einem Kollegen von Abraham Maslow.

“I am not saying in this conception of adult behavior that one style of being, one form of human existence is inevitably and in all circumstances superior to or better than another form of human existence, another style of being. What I am saying is that when one form of being is more congruent with the realities of existence, then it is the better form of living for those realities. And what I am saying is that when one form of existence ceases to be functional for the realities of existence then some other form, either higher or lower in the hierarchy, is the better form of living. I do suggest, however, and this I deeply believe is so, that for the overall welfare of total man's existence in this world, over the long run of time, higher levels are better than lower levels and that the prime good of any society's governing figures should be to promote human movement up the levels of human existence.”

„Ich sage nicht, dass in dieser Konzeption des Verhaltens Erwachsener eine bestimmte Seinsstufe, eine bestimmte Form der menschlichen Existenz zwingend ist und unter allen Umständen höherrangig oder besser ist als eine andere Form der menschlichen Existenz oder eine andere Seinsstufe. Was ich sage ist, dass wenn eine Seinsform besser mit den bestehenden Lebensbedingungen übereinstimmt, dann ist sie die bessere Seinsform für solche Realitäten. Und was ich sage, ist, dass wenn eine Seinsform aufhört für die Lebensrealitäten zu funktionieren, dann ist eine andere Seinsform – entweder höher oder tiefer in der Hierarchie – die bessere Seinsform. Ich schlage vor – und ich glaube fest daran, dass es sich so verhält – dass für das Wohlergehen der gesamten Weltbevölkerung höhere Ebenen besser sind als niedrigere Ebenen und dass die Hauptaufgabe jeder Regierung einer Gesellschaft sein sollte, die Weiterentwicklung der Menschen hinauf zu neuen Ebenen der menschlichen Existenz zu fördern.“

Clare Graves’ Originaltheorie ist bekannt als „Emergent Cyclic Double-Helix Model of Adult Biopsychosocial Systems Development“ oder einfacher: die Levels of Existence Theory (ECLET). Der von Beck und Cowan in Spiral Dynamics eingeführte Begriff Wert-Meme ersetzte zusammen mit der Farbterminologie die Originalbezeichnungen von Graves. Graves benutzte in seinem Entwicklungsmodell zur Bezeichnung der einzelnen Ebenen Buchstabenpaare, und er hatte keinerlei Beziehung zu „Memetik“. Beck und Cowan betonen aus Graves’ Theorie die 'wechselnden Zustände'. Sie markieren Orientierungspunkte auf dem Weg der Transformation zwischen den Ebenen. Graves’ Originaltheorie benutzt ein Doppelhelix-Modell, um die Wechselbeziehungen zwischen dem individuellen Erkenntnisvermögen bezüglich der Lebensbedingungen und dem für die Ebene der psychischen Existenz bestimmenden neuronalen System der Individuen zu zeigen. Diese Doppelhelix für zwei interagierende Kräfte ist in Spiral Dynamics ebenfalls als Spirale dargestellt.

### Pathologien
Sowohl Don Beck als auch Ken Wilber (ein Verfechter der Spiral Dynamics und Vertreter der Integralen Theorie) sind der Auffassung, dass jedes Wert-Mem gesunde und ungesunde Versionen hat (Pathologie). Diese Eigenschaft wird durch die Präposition „mean“ (dt.: gemein, bösartig) gekennzeichnet; beispielsweise in „Mean Green Meme“ (MGM) oder „Mean Orange Meme“ (MOM). Damit soll ausgedrückt werden, dass das MOM die Extreme des Kapitalismus wie Ausbeutung, Umweltzerstörung sowie einen allgemeinen Verlust ethischer Werte und der Empfindsamkeit für den Menschen einschließt, während das MGM tätigen Widerspruch wie Anti-Hierarchie, Anti-Wettbewerb etc. einschließt.
Das „Mean Green Meme“ beschreibt hingegen die Idealisierung der Gedanken der grünen Ebene und die Negierung der Gedanken der orangen und blauen Ebene, was zur Folge hat, dass gewinnorientiertes Denken und Handeln, genauso wie die positive Sicht auf Gesetze, Rechtsstaaten und Nationalstaaten verloren gehen und somit „niederen Strömungen“ wie der roten Ebene (Gewaltausübung, Machtstreben durch körperliche Einschüchterung, Kriminalität) mehr Raum geben.
Der Koautor von Spiral Dynamics, Chris Cowan, bestreitet allerdings, dass es einen glaubhaften Beleg für die Existenz des „Mean Green Meme“ (MGM) gebe und er glaubt, dass es sich hierbei um eine Falschinterpretation der Theorie handele. In der heutigen Zeit scheint das MGM aber immer klarer erkennbar zu werden. Er gibt zu bedenken, dass der Begriff „mean“ unpassend und eine theoretische Entstellung sei, wenn es um präzise Fragen der Anpassung oder Verhaltensanpassung, Kongruenz oder Versagen geht. Psychopathologische Probleme existieren potentiell auf allen Ebenen und haben nach seiner Auffassung eine eigene Dimension.

### Beispiele
Der Mensch mit einem „beigen“ Weltbild würde es so beschreiben:
„Mein Leben konzentriert sich aufs Überleben. Es ist auf die Befriedigung menschlicher biologischer Bedürfnisse ausgerichtet. Ich lebe – ähnlich wie andere Tiere – von dem, was die Natur bietet. Mein Körper sagt mir, was ich zu tun habe. Ich reagiere auf das, was meine Sinne meinem Gehirn mitteilen.“
Ein Mensch mit einem (weiterentwickelten) „purpurnen“ Weltbild würde es so beschreiben:
„Mein Bewusstsein, mein inneres Erleben ist vielfältig. Ich lebe in einem sozialen Verband. Wir suchen Sicherheit für die Unsrigen durch die Verbindung in der Familie und mit magischen Geistern. Wir haben Rituale und Zeremonien. Wir versuchen in Harmonie mit der Natur zu leben.“
Das (wieder weiterentwickelte) „rote“ Weltbild (das aber die beiden alten mit einschließt) lässt sich so formulieren:
„Das Leben ist ein Dschungel, in dem nur der Stärkste überlebt. Ich unterwerfe andere Menschen und die Natur. Ich folge Gefühlen und Impulsen unmittelbar und kämpfe ohne Reue und Schuldgefühle. Ich verschaffe mir Respekt. Natürlich gehöre ich zu meinem Clan, aber ich mache nur das, was mir guttut.“

## Anwendungen
Neben der internationalen Vermarktung des gleichnamigen Buches wird diese Theorie für die Analyse kultureller Entwicklung insbesondere in Konfliktregionen und für die politische Entscheidungsfindung verwendet. Don Beck beriet auf dieser Grundlage Bill Clinton, Tony Blair und Nelson Mandela und setzte das Modell zur Unterstützung des Übergangs zu einer Post-Apartheid-Ära in Südafrika ein. Er erhielt dafür eine Auszeichnung vom Staat Texas. Spiral Dynamics wird auch im Nahen Osten verwendet.
Es gibt auch andere Firmen, die Produkte auf der Basis von Graves’ Theorie auf den Markt gebracht haben. Graves selbst hat nie einen Test für seine Theorie entwickelt. Er bezweifelte, dass es möglich ist, ein einfach handhabbares Instrument zu entwickeln, welches in der Lage ist, die Ebenen der psychischen Existenz exakt zu messen. Sein Interesse galt der Frage, wie Menschen denken, und er hatte kein Interesse daran, zu katalogisieren, worüber die Menschen nachdachten, oder dieses zu bewerten. Der Herausgeber und Editor von Graves’ Werk Christopher Cowan, der auch die Internetseite ClareWGraves.com betreibt, ist der Meinung, dass die am Markt befindlichen Produkte lediglich eine Momentaufnahme liefern können, während die Theorie auf ein wellenartig bewegtes Bild mit vielen Unwägbarkeiten aufbaue.

## Weiterverarbeitung
Der Philosoph Ken Wilber integrierte Spiral Dynamics zusammen mit vielen weiteren Entwicklungsstufenmodellen in seine AQAL-Matrix.

## Kritik an Spiral Dynamics
Patrick Vermeren, Autor von A Skeptic's HR Dictionary - The ultimate self-defense Guide for CEO's, HR Professionals, I/O Students and Employees, HR-Experte und Journalist sieht Spiral Dynamics als ideologisches Konstrukt, das in eklatantem Widerspruch zu wissenschaftlichen Fakten steht und weder theoretisch noch empirisch Bestand hat. Seine Kritikpunkte sind:
- Wissenschaftliche Unhaltbarkeit: Vermeren kritisiert, dass Spiral Dynamics keine wissenschaftlich fundierte Theorie ist. Die spekulativen Annahmen von Clare W. Graves über menschliche Entwicklungsstufen widersprechen etablierten Erkenntnissen der Biologie, Physik und Evolutionspsychologie. Insbesondere die Vorstellung, dass der Mensch seine wettbewerbsorientierte Natur überwinden könnte, hält Vermeren für unwissenschaftlich und realitätsfern.
- Fehlerhafte Datierung: Die Datierung der verschiedenen Entwicklungsstufen der menschlichen Existenz ist inkorrekt und widerspricht den Erkenntnissen der Evolutionsbiologie. Vermeren bemängelt, dass die zeitlichen Zuordnungen der Theorie keine wissenschaftliche Grundlage haben.
- Willkürliche Farbzuordnungen: Die Farbcodes, die den verschiedenen Entwicklungsstufen in Spiral Dynamics zugeordnet sind, wurden willkürlich und ohne tiefere Bedeutung festgelegt. Dies untergräbt die Glaubwürdigkeit der Theorie weiter.
- Fehlende empirische Belege: Vermeren hebt hervor, dass es keine belastbaren empirischen Daten gibt, die Spiral Dynamics stützen. Ein Großteil der angeblichen Forschung von Graves ging verloren, und es gibt keine Möglichkeit, diese Daten unabhängig zu überprüfen.
- Metaphysische und esoterische Elemente: Die Theorie enthält zunehmend metaphysische und esoterische Aspekte, was sie von einer wissenschaftlichen Grundlage weiter entfernt. Diese Elemente widersprechen den Prinzipien der modernen Wissenschaft und wirken wie eine esoterische Ideologie.
- Widerspruch zur Evolutionstheorie: Spiral Dynamics widerspricht der Evolutionstheorie und den Erkenntnissen der Evolutionstheorie, etwa zur Entwicklung von Konkurrenz und egoistischen Verhaltensweisen beim Menschen. Die Annahme, dass der Mensch in naher Zukunft eine völlig neue Stufe der Evolution erreichen wird, ist laut Vermeren unplausibel.
- Pseudowissenschaftliche Verbreitung: Vermeren sieht in Spiral Dynamics eine Pseudowissenschaft, die fälschlicherweise als fortschrittliche Theorie verkauft wird. Er kritisiert, dass die Theorie trotz ihrer offensichtlichen Schwächen von HR-Profis und sogar Business Schools aufgenommen und verbreitet wird.